# Maximilian Nagl

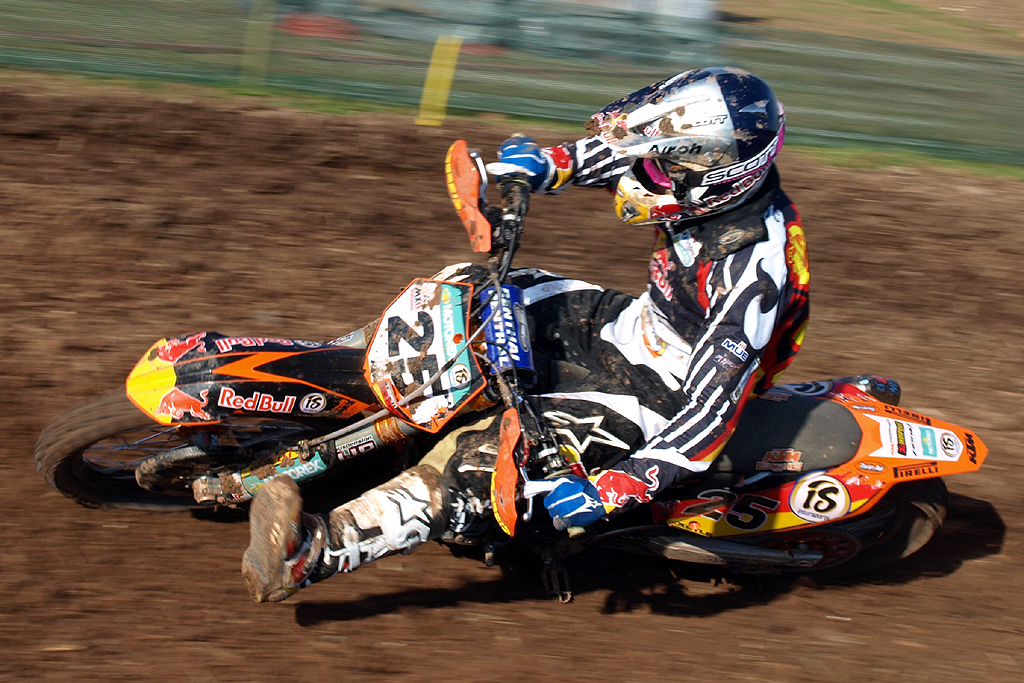
Maximilian Nagl in actie tijdens de Motocross of Nations 2008 in Donington Park

Maximilian Nagl (Weilheim in Oberbayern, 7 augustus 1987) is een Duits motorcrosser.

## Carrière
Nagl maakte zijn debuut in het Wereldkampioenschap motorcross MX2 in 2003 op KTM. De eerste jaren waren geen succes. Pas in 2005 begon Nagl regelmatiger te worden en eindigde op de zestiende plaats. In 2006 had hij veel last van blessures en bleef hij steken op de twintigste plaats.
In 2007 maakte hij de overstap naar de MX1-klasse en behaalde in de tweede Grand Prix de derde podiumplaats. Daarna geraakte hij weer geblesseerd en werd uiteindelijk achttiende. Vanaf 2008 kreeg hij een plaats in het fabrieksteam van KTM. Hij behaalde dat seizoen vier podiumplaatsen en één Grand Prix overwinning. In de eindstand werd hij zesde. 2009 was het jaar van de grote doorbraak. Hij stond vijfmaal op het podium en won twee Grands Prix. Hij werd vice-wereldkampioen achter Antonio Cairoli. Het seizoen 2010 begon hij met een overwinning, maar kreeg het nadien wat moeilijker. Hij stond nog wel zesmaal op het podium, maar werd uiteindelijk vierde in de eindstand. In 2011 behaalde hij slechts driemaal een podiumplaats en werd vijfde algemeen. 2012 viel volledig in het water door een zware blessure. Hij kon pas deelnemen aan het einde van het seizoen en stond één keer op het podium, met een zestiende eindplaats als resultaat. Dat jaar wist hij wel de Motorcross der Naties te winnen met de Duitse ploeg, de allereerste keer dat Duitsland deze wedstrijd wist te winnen.
Vanaf 2013 kwam Nagl uit voor het fabrieksteam van Honda, en zat zo voor het eerst niet op KTM. Hij kende veel aanpassingsproblemen en geraakte op het einde van het seizoen opnieuw geblesseerd. Hij behaalde geen enkele podiumplaats en werd tiende in de eindstand. 2014 begon goed met een podiumplaats, maar Nagl viel nog maar eens in de lappenmand in de helft van het seizoen. Hij kwam redelijk snel weer terug en behaalde nog twee podiumplaatsen en een overwinning, goed voor de zesde plaats algemeen.
Voor 2015 tekende Nagl een contract bij Husqvarna, en kwam zo opnieuw in de KTM-familie terecht. Hij won drie GP's en stond tweemaal op het podium in het begin van het seizoen, tot hij geblesseerd geraakte. Nagl werd uiteindelijk nog zesde in de eindstand. Vanaf 2017 rijdt Nagl op TM. 

## Palmares
- 2012: Winnaar Motorcross der Naties

| 1           | 14-09-2008 | Città di Faenza (Italië) | Faenza             |
| 2           | 07-06-2009 | Frankrijk                | Ernée              |
| 3           | 05-07-2009 | Zweden                   | Uddevalla          |
| 4           | 04-04-2010 | Bulgarije                | Sevlievo           |
| MXGP-klasse |            |                          |                    |
| 5           | 07-09-2014 | Goiás (Brazilië)         | Trindade           |
| 6           | 28-02-2015 | Qatar                    | Losail             |
| 7           | 29-03-2015 | Argentinië               | Villa La Angostura |
| 8           | 19-04-2015 | Trente (Italië)          | Pietramurata       |
| 9           | 24-07-2016 | Tsjechië                 | Loket              |